# Pseudochromis fuligifinis
Pseudochromis fuligifinis, thường được gọi là cá đạm bì Ba Tư, là một loài cá biển thuộc chi Pseudochromis trong họ Cá đạm bì. Loài này được mô tả lần đầu tiên vào năm 2011.

## Phân bố và môi trường sống
P. fuligifinis phân bố ở khu vực phía tây Thái Bình Dương. Đây là loài đặc hữu của Philippines, và chỉ được tìm thấy tại đảo Verde, bờ biển phía tây của đảo Mindoro và rạn san hô Apo. P. fuligifinis thường sống xung quanh những khu vực có nhiều rạn san hô hoặc những mỏm đá ngầm ở độ sâu khoảng 5 – 33 m.

## Mô tả
P. fuligifinis trưởng thành dài khoảng 15,4 cm. P. fuligifinis có thân màu nâu với cái đầu màu nâu vàng, hơi xám ở hai bên má. Bụng màu xám nhạt. Mống mắt màu vàng tươi. Vây đuôi có một dải màu nâu đen hoặc tím than. Một biến thể khác của P. fuligifinis có thân màu đỏ hồng với đầu màu vàng cam; vây đuôi cũng có dải màu như biến thể trên.
Số gai ở vây lưng: 3; Số vây tia mềm ở vây lưng: 25 - 26; Số gai ở vây hậu môn: 3; Số vây tia mềm ở vây hậu môn: 14 - 15; Số vây tia mềm ở vây ngực: 16 - 17.
Thức ăn của P. fuligifinis có lẽ là rong tảo và các sinh vật phù du nhỏ. Thường sống đơn độc hoặc thành đôi vào mùa sinh sản.